# Landtagswahlkreis Hollabrunn
Der Wahlkreis Hollabrunn (Wahlkreis 6) ist ein Wahlkreis in Niederösterreich, der den politischen Bezirk Hollabrunn umfasst. Bei der Landtagswahl 2013 ging die Österreichische Volkspartei (ÖVP) mit 58,1 % als stärkste Partei hervor, wobei die ÖVP auch als einzige der kandidierenden Parteien eines der zwei Grundmandate im Wahlkreis erringen konnte.

## Geschichte
Niederösterreich war bis 1992 in vier Wahlkreise unterteilt, wobei der Bezirk Hollabrunn zum Landtagswahlkreis Viertel unter dem Manhartsberg gehörte. Mit der Landtagswahlordnung 1992 wurde die Zahl der Wahlkreise auf 21 erhöht und der Bezirk Hollabrunn zu einem eigenen Wahlkreis erhoben.
Seit der Schaffung des Wahlkreises erreichte die Österreichische Volkspartei (ÖVP) bei jeder Landtagswahl im Wahlkreis Hollabrunn die absolute Mehrheit, wobei das Ergebnis der Volkspartei zwischen 55 und 61 % schwankte. Ihr bisher bestes Ergebnis schaffte die ÖVP bei der Landtagswahl 2004 mit 61,1 %. Bei der letzten Landtagswahl im Jahr 2013 erreichte die ÖVP 58,1 %. Damit erreichte die ÖVP im Gegensatz zu den übrigen kandidierenden Parteien bei jeder Wahl je eines der beiden Grundmandate.
Die Sozialdemokratische Partei Niederösterreich (SPÖ) belegte bei jeder Landtagswahl im Wahlkreis den zweiten Platz, wobei sie 2003 mit 27,9 % ihr bestes Ergebnis erreichte. Seitdem verlor die SPÖ bei den Wahlen 2008 und 2013 4 bzw. 3 %, womit die SPÖ 2013 auf nur noch 20,3 % kam. Die SPÖ lag damit auch knapp unter dem niederösterreichischen Landesergebnis.
Die Freiheitliche Partei Österreichs (FPÖ) konnten im Wahlkreis Hollabrunn bisher bei drei der fünf Wahlen den dritten Platz belegen, wobei sie 1998 mit 14,0 % ihr bestes Ergebnis erreichte. In der Folge stürzte sie aber im Zuge der Affäre um Peter Rosenstingl auf 4,6 % ab und landete damit 2003 hinter den Grünen auf dem vierten Platz. Nachdem die FPÖ 2008 wieder auf 5,5 % zulegen konnte, fiel sie 2013 mit 7,0 % auf Platz vier zurück.
Die Grünen – Die Grüne Alternative konnten sich zwischen 1993 und 2013 langsam aber nahezu sukzessive von 1,9 auf 5,3 % steigern, wobei sie 2003 auf Grund der Schwäche der FPÖ einmalig den dritten Platz erreichten. 2013 fielen die Grünen jedoch durch das Antreten des Team Stronach (FRANK bzw. TS) wieder auf den fünften Platz zurück. Das Team Stronach konnte hingegen bei seinem ersten Antreten auf Anhieb 7,9 % erreichen und stieß dadurch auf den dritten Platz der kandidierenden Parteien vor.

## Wahlergebnisse
| Wahltermin      | GM |                    | ÖVP   | SPÖ   | FPÖ   | GRÜNE | Sonstige |
| 16. Mai 1993    |    | Stimmenanteile (%) | 55,73 | 27,09 | 10,48 | 1,86  | 4,83     |
| 16. Mai 1993    | 2  | Grundmandate       | 1     | 0     | 0     | 0     | 0        |
| 22. März 1998   |    | Stimmenanteile (%) | 55,68 | 24,93 | 13,96 | 2,76  | 2,67     |
| 22. März 1998   | 2  | Grundmandate       | 1     | 0     | 0     | 0     | 0        |
| 30. März 2003   |    | Stimmenanteile (%) | 61,08 | 27,94 | 4,63  | 5,26  | 1,08     |
| 30. März 2003   | 2  | Grundmandate       | 1     | 0     | 0     | 0     | 0        |
| 9. März 2008    |    | Stimmenanteile (%) | 60,71 | 23,45 | 8,51  | 5,27  | 2,07     |
| 9. März 2008    | 2  | Grundmandate       | 1     | 0     | 0     | 0     | 0        |
| 3. März 2013    |    | Stimmenanteile (%) | 58,14 | 20,26 | 6,96  | 5,27  | 9,36     |
| 3. März 2013    | 2  | Grundmandate       | 1     | 0     | 0     | 0     | 0        |
| 28. Jänner 2018 |    | Stimmenanteile (%) | 58,07 | 19,67 | 13,20 | 5,44  | 3,63     |
| 28. Jänner 2018 | 2  | Grundmandate       | 1     | 0     | 0     | 0     | 0        |
| 29. Jänner 2023 |    | Stimmenanteile (%) | 48,31 | 17,38 | 22,15 | 7,06  | 5,11     |
| 29. Jänner 2023 | 2  | Grundmandate       | 1     | 0     | 0     | 0     | 0        |